# Goodwill Communications
A Goodwill Communications 2003-ban alapított, budapesti székhelyű, üzleti kommunikációs tanácsadó cég, Magyarország egyik vezető gazdasági és stratégiai kommunikációs ügynöksége, amely elsősorban pénzügyi szolgáltatók, tőkepiaci szereplők és üzleti szervezetek számára kínál célzott kommunikációs és reputációmenedzsment megoldásokat. A vállalat szakmai irányítását Kondor Anna ügyvezető partner látja el, aki több mint két évtizedes tapasztalattal rendelkezik az üzleti kommunikáció területén.

## Története
A Goodwill Communications Kft-t 2003-ban Kondor Anna és Sándorfi Balázs közgazdászok alapították azzal a céllal, hogy létrejöjjön a magyar piacon egy kifejezetten pénzügyi szolgáltatók és tőkepiaci szereplők számára kommunikációs szolgáltatásokat nyújtó ügynökség. A vállalat 2008-ban átalakította és kibővítette szolgáltatási körét és ügyfélkörét, hogy még nagyobb hangsúlyt fektessen a tőkepiaci kommunikációra, befektetői kapcsolatokra és tranzakciós kommunikációs tanácsadói tevékenységre. 2011-től digitális és közösségi média tanácsadással egészítette ki portfólióját.

## Ügyfélkör
Az ügynökség története során közel 200 hazai és nemzetközi vállalatot szolgált ki, beleértve bankokat, biztosítótársaságokat, befektetési alapkezelőket és kockázati tőkealapkezelőket, tőzsdén jegyzett vállalatokat és egyéb tőkepiaci szereplőket. Emellett az energetikai, IT- és ipari szektorok szereplői, valamint ingatlanfejlesztők és üzleti tanácsadó cégek is szerepelnek partnerei között. A Goodwill Communications nem csak vállalatoknak nyújt tanácsadást, hanem rendszeresen dolgozik szakmai szervezetekkel és kulturális intézményekkel is.

## Szolgáltatásai
A vállalat szolgáltatásai között szerepel a stratégiai kommunikáció, reputációmenedzsment, kríziskommunikáció, issue menedzsment, befektetői kapcsolatok, tőkepiaci kommunikáció, tranzakciós PR és sajtókapcsolatok kezelése. Emellett vezetői pozicionálásban és személyes márkázásban is támogatja ügyfeleit, segítve a cégvezetőket abban, hogy szakmai hitelességük és üzleti befolyásuk erősödjön.